# Dithecodes olivaria
Dithecodes olivaria är en fjärilsart som beskrevs av Pieter Cornelius Tobias Snellen 1874. Dithecodes olivaria ingår i släktet Dithecodes och familjen mätare. Inga underarter finns listade i Catalogue of Life.